# Bunuri mobile din domeniul arheologie clasate în patrimoniul cultural național al României aflate în județul Caraș-Severin
Acestă listă conține bunurile mobile din domeniul arheologie clasate în Patrimoniul cultural național al României aflate la momentul clasării în județul Caraș-Severin.

## Fond
| Foto | Informații generale   | Detalii tehnice | Descriere | Deținător                       | Legături |
| ---- | --------------------- | --- | --- | ------------------------------- | -------- |
|      | Figurină              | Descoperit: jud. CARAȘ-SEVERIN, com. ZORLENȚU MARE, ZORLENȚU MARE, Icreliște Material: lut, degresat cu nisip în amestec cu pietricele și cioburi pisate, modelat, netezit, ars, impresiuni, slip cărămiziu cu pete cenușii                            | Partea inferioară cilindrică, aplatizată dorso-ventral, baza de formă dreptunghiulară prezintă o scobitură adâncă pe latura din spate, două mai puțin adânci pe părțile laterale, partea din față este aproape dreaptă cu o porțiune adăugată, fundul este realizat dintr-o proeminență îngustă, puternic reliefată, dispusă aproape vertical pe corp (parțial ruptă), marcat cu o alveolă verticală ce individualizează fesele, partea superioară este ruptă oblic în jos pe lateral, există 55% din piesă.                             | Muzeul Banatului Montan, Reșița | Cimec    |
|      | Figurină              | Descoperit: jud. CARAȘ-SEVERIN, com. ZORLENȚU MARE, ZORLENȚU MARE, Icreliște Material: lut, degresat cu mult nisip, pietricele și cioburi pisate, modelat, netezit, ars, impresiuni, slip brun-roșcat cu pete cenușii                                  | Partea inferioară a corpului este cilindrică cu picioarele nediferențiate și baza ușor lățită (ruptă în spate) fundul este executat dintr-o proeminență puternic arcuită (în jos), cu două alveole puțin adânci la îmbinarea cu spatele, în față se află două proeminențe conice situate la cele două extremități, partea superioară este ruptă; se păstrează 55% din piesă. | Muzeul Banatului Montan, Reșița | Cimec    |
|      | Figurină              | Descoperit: jud. CARAȘ-SEVERIN, com. ZORLENȚU MARE, ZORLENȚU MARE, Icreliște Material: lut, degresat cu nisip în amestec cu pietricele și cioburi pisate, modelat, netezit, ars, impresiuni, exterior cafeniu cu pete cenușii                          | Corp cilindric - aplatizat, picioare nediferențiate, bază puțin lățită (ruptă în partea din față), fundul redat printr-o proeminență alungită, puțin arcuită aplicată aproape vertical pe corp, cu două alveole dispuse în apropierea zonei de îmbinare cu spatele, partea superioară este ruptă; se păstrează 50% din piesă. | Muzeul Banatului Montan, Reșița | Cimec    |
|      | Figurină antropomorfă | Descoperit: jud. CARAȘ-SEVERIN, com. ZORLENȚU MARE, ZORLENȚU MARE, Icreliște Material: lut, degresat cu nisip în amestec cu pietricele și cioburi pisate, modelat, netezit, ars, slip cenușiu deschis                                                  | Corp tronconic, aplatizat, cu secțiune ovală, îngustat și apoi arcuit către baza concavă (ruptă pe toate părțile), sânii sunt redați prin două proeminențe aplatizate, distanțate, brațele dispuse în cruce sunt de formă tronconică (unul rupt total, celălalt parțial) gâtul și capul sunt rupte, către spate o incizie adâncă pornește de la baza gâtului până la mijlocul brațului; se păstrează 70% din piesă. | Muzeul Banatului Montan, Reșița | Cimec    |
|      | Figurină antropomorfă | Descoperit: jud. CARAȘ-SEVERIN, com. ZORLENȚU MARE, ZORLENȚU MARE, Icreliște Material: lut, degresat cu nisip în amestec cu cioburi pisate, modelat, netezit, ars, slip brun-cărămiziu                                                                 | Partea inferioară a corpului este cilindrică și păstrează urme ale modelării, puțin îngustată către baza circulară, fundul este marcat printr-o proeminență reliefată, plasată aproape vertical pe corp, cu o alveolă centrală ce delimitează fesele, pe una din părțile laterale se află o mică proeminență semisferică și una este plasată central, marcând sexul, partea superioară este ruptă; se păstrează 50% din piesă. | Muzeul Banatului Montan, Reșița | Cimec    |
|      | Figurină antropomorfă | Descoperit: jud. CARAȘ-SEVERIN, com. SICHEVIȚA, LIUBCOVA, Ornița Material: lut, degresat cu nisip în amestec cu pietricele și cioburi pisate, modelat, netezit, incizat, ars, slip cenușiu închis                                                      | Corpul este tronconic, aplatizat, cu secțiune ovală, arcuit și lățit către baza ruptă (pe toate părțile), brațele sunt în cruce (unul rupt total, celălat rupt și semiperforat), din dreptul unuia până către bază se află o șănțuire adâncă, verticală, lată, pe partea din față și parțial pe spate slipul gros este căzut, ceea ce face ca sânii să fie puțin reliefați, ornament incizat, motiv din linii paralele unghiulare (pe spate - pe toată suprafața și un V la gât), capul și gâtul sunt rupte; se păstrează 70% din piesă. | Muzeul Banatului Montan, Reșița | Cimec    |
|      | Figurină              | Descoperit: jud. CARAȘ-SEVERIN, com. ZORLENȚU MARE, ZORLENȚU MARE, Icreliște Material: lut, degresat cu nisip în amestec cu pietricele și cioburi pisate, modelat, netezit, incizat, ars, slip aspru cărămiziu cu pete cenușii                         | Partea inferioară este cilindrică, aplatizată, secțiune ovală, nediferențiată, arcuită către baza lățită (ruptă în partea din față), fundul este marcat printr-o proeminență alungită, puțin pronunțată, plasată aproape vertical pe corp, cu două alveole puțin adânci situate la îmbinarea cu spatele, partea superioară este ruptă, ornament fin incizat realizat din linii paralele îmbinate unghiular (situat pe partea din față); se păstrează 45% din piesă.                                                                      | Muzeul Banatului Montan, Reșița | Cimec    |
|      | Figurină              | Descoperit: jud. CARAȘ-SEVERIN, com. SICHEVIȚA, GORNEA, Căunița de Sus Material: lut, degresat cu nisip în amestec cu cioburi pisate, modelat, netezit, înțepături, ars, slip cenușiu                                                                  | Corpul este mult aplatizat cu secțiune ovală, arcuit și lățit către bază, pe una din fețe este desprinsă o porțiune mare din suprafața exterioară, brațele sunt proeminențe puțin reliefate, scurte, tronconice, foarte aplatizate (unul este rupt), pe toată suprafața se află crestături și înțepături, capul a fost rupt oblic de la baza gâtului către piept; păstrează 70% din piesă. | Muzeul Banatului Montan, Reșița | Cimec    |
|      | Figurină antropomorfă | Descoperit: jud. CARAȘ-SEVERIN, com. SICHEVIȚA, LIUBCOVA, Ornița Material: lut, degresat cu nisip în amestec cu pietricele și cioburi pisate, modelat, netezit, impresiuni, ars, slip cărămiziu cu pete cenușii                                        | Partea inferioară este cilindrică, picioarele nediferențiate, baza este arcuită și lățită în zona din spate (parțial ruptă), fundul este o proeminență îngustă, alungită, puțin arcuită, dispusă aproape vertical pe corp, cu o alveolă centrală ce delimitează fesele, în partea din față o proeminență semicirculară marchează sexul masculin, partea superioară ruptă de deasupra fundului oblic către bază; se păstrează 40% din piesă.                                                                                              | Muzeul Banatului Montan, Reșița | Cimec    |
|      | Figurină              | Descoperit: jud. CARAȘ-SEVERIN, com. ZORLENȚU MARE, ZORLENȚU MARE, Icreliște Material: lut, degresat cu nisip în amestec cu pietricele și cioburi pisate, modelat, netezit, ars, slip cafeniu cu pete roșcate și cenușii                               | Partea inferioară este cilindrică, ușor arcuită către baza circulară, fundul este redat printr-o proeminență puțin pronunțată, mult arcuită, lateral se află o mică proeminență; se păstrează 45% din piesă. | Muzeul Banatului Montan, Reșița | Cimec    |
|      | Figurină              | Descoperit: jud. CARAȘ-SEVERIN, com. SICHEVIȚA, LIUBCOVA, Ornița Material: lut, degresat cu nisip în amestec cu pietricele și cioburi pisate, modelat, netezit, ars, slip gros cafeniu cu pete brun roșcate și cenușii                                 | Partea inferioară este mult aplatizată și arcuită către baza ovală, picioarele sunt marcate pe ambele fețe printr-o șănțuire lată, realizată cu degetul, fundul este realizat printr-o proeminență mult alungită, plasată aproape vertical pe corp, ce pornește din lateral evidențiind în această zonă șoldurile, se păstrează o porțiune foarte mică din partea superioară, mult aplatizată, cu secțiune ovală; se păstrează 55% din piesă.                                                                                            | Muzeul Banatului Montan, Reșița | Cimec    |
|      | Figurină              | Descoperit: jud. CARAȘ-SEVERIN, com. ZORLENȚU MARE, ZORLENȚU MARE, Icreliște Material: lut, degresat cu nisip în amestec cu multe pietricele și cioburi pisate, modelat, netezit, ars, slip cărămiziu cu pete brune și negre                           | Partea inferioară este cilindrică, ușor aplatizată, lățită către baza de secțiune ovală (ruptă pe alocuri), fundul este marcat printr-o proeminență puțin pronunțată (parțial distrusă), ce pornește din lateral, deasupra se află o mică porțiune dintr-un braț, în partea opusă - o mică proeminență semicirculară, partea superioară este ruptă; se păstrează 60% din piesă. | Muzeul Banatului Montan, Reșița | Cimec    |
|      | Figurină              | Descoperit: jud. CARAȘ-SEVERIN, com. ZORLENȚU MARE, ZORLENȚU MARE, Icreliște Material: lut, degresat cu mult nisip și mică, modelat, netezit, ars, exterior aspru, cărămiziu-gălbui                                                                    | Se păstrează o mică porțiune din partea inferioară, cilindrică, secțiune circulară, fundul este marcat printr-o proeminență semicirculară, cu marginea ascuțită, plasată aproape perpendicular pe corp, partea superioară și gâtul de formă cilindrică, o proeminență conică marchează un braț scurt, lateral, capul nediferențiat este o continuare a gâtului, cu partea superioară orizontală, circulară; există 65% din piesă. | Muzeul Banatului Montan, Reșița | Cimec    |
|      | Figurină              | Descoperit: jud. CARAȘ-SEVERIN, com. ZORLENȚU MARE, ZORLENȚU MARE, Icreliște Material: lut, degresat cu nisip în amesctec cu pietricele și cioburi pisate, modelat, netezit, incizat, ars, slip cafeniu                                                | Se păstrează partea superioară a corpului, aplatizat, de secțiune ovală, cea inferioară este ruptă imediat sub brațele redate prin două proeminențe (parțial rupte), gâtul înalt este tronconic, fața triunghiulară dispusă oblic și creștetul capului sunt rupte, pe spate ornamente incizate, motiv din linii dispuse paralel, în V și îmbinate unghiular; există 35% din piesă. | Muzeul Banatului Montan, Reșița | Cimec    |
|      | Figurină              | Descoperit: jud. CARAȘ-SEVERIN, com. ZORLENȚU MARE, ZORLENȚU MARE, Icreliște Material: lut, degresat cu nisip în amesctec cu multe pietricele și cioburi pisate, modelat, netezit, incizat, ars, exterior cafeniu                                      | Se păstrează partea superioară a corpului, plat, cu secțiune ovală, ruptă imediat sub brațele redate prin proeminențe conice, aplatizate, gâtul este scurt, tronconic, fața cu mască triunghiulară este oblică în jos, ochii sunt redați prin două incizii adânci, distanțate, ce continuă până la margine, creștetul orizontal este de formă semicirculară; există 35% din piesă. | Muzeul Banatului Montan, Reșița | Cimec    |
|      | Figurină              | Descoperit: jud. CARAȘ-SEVERIN, com. ZORLENȚU MARE, ZORLENȚU MARE, Icreliște Material: lut, degresat cu nisip în amesctec cu pietricele și cioburi pisate, modelat, netezit, incizat, ars, slip cenușiu cu pete cărămizii                              | Se păstrează partea superioară a corpului de formă tronconică, secțiune ovală, ruptă imediat sub brațele conice, gâtul scurt este tronconic, fața triunghiulară este aproape orizontală, nas proeminent de formă semisferică plasat în partea de jos a feței, creștetul capului este orizontal cu un contur semicircular; există 35% din piesă. | Muzeul Banatului Montan, Reșița | Cimec    |
|      | Figurină              | Descoperit: jud. CARAȘ-SEVERIN, com. ZORLENȚU MARE, ZORLENȚU MARE, Icreliște Dimensiuni: DS: 17x20 mm Material: lut, degresat cu nisip în amesctec cu pietricele și cioburi pisate, modelat, netezit, incizat, ars, slip gros cărămiziu, parțial căzut | De formă tronconică, cu părțile anatomice nediferențiate, întreaga piesă este oblică către spate, partea superioară este ușor îngustată, în apropierea bazei se află o șănțuire adâncă semicirculară ce se întinde pe toată partea din față, lateral se păstrează o parte dintr-o proeminență perforată orizontal, la îmbinarea cu partea superioară se află două impresiuni circulare dispuse pe verticală, apropiate, delimitate de o parte și de alta de două șănțuiri; se păstrează 85% din piesă.                                   | Muzeul Banatului Montan, Reșița | Cimec    |
|      | Figurină              | Descoperit: jud. CARAȘ-SEVERIN, com. ZORLENȚU MARE, ZORLENȚU MARE, Icreliște Material: lut, degresat cu mult nisip în amesctec cu pietricele și cioburi pisate, modelat, netezit, ars, slip cafeniu-cărămiziu cu pete cenușii                          | Se păstrează partea inferioară cilindrică, mult aplatizată, de secțiune ovală și baza ruptă pe toate părțile, fundul marcat printr-o proeminență mult arcuită, îndreptată oblic în jos, marcat la îmbinarea cu spatele prin două alveole oblice, puțin adânci, din partea superioară se păstrează o mică porțiune, aplatizată, de secțiune ovală; există 55% din piesă. | Muzeul Banatului Montan, Reșița | Cimec    |
|      | Figurină              | Descoperit: jud. CARAȘ-SEVERIN, com. ZORLENȚU MARE, ZORLENȚU MARE, Icreliște Material: lut, degresat cu mult nisip în amesctec cu pietricele și cioburi pisate, modelat, netezit, ars, slip gros, aspru, cărămiziu cu pete cenușii                     | Partea inferioară a corpului este cilindrică, cu picioarele nediferențiate, lățită către bază, brațele sunt redate prin două proeminențe tronconice puternic reliefate (una este ruptă), orientate către spate, fiind situate pe aceeași linie cu fundul redat printr-un relief puternic, tronconic, partea superioară este ruptă oblic din dreptul fundului și a brațelor; există 55% din piesă. | Muzeul Banatului Montan, Reșița | Cimec    |
|      | Amuletă zoomorfă      | Datare: Neolitic mijlociu Descoperit: jud. Caraș-Severin, com. Liubcova, Liubcova Material: rocă stratificată de culoare cenușiu-deschis polisată | Amuletă din rocă stratificată de culoare gri-deschis care redă stilizat un cap de animal, probabil o cabalină. Urechile sunt modelate în relief. | Muzeul Banatului Montan, Reșița | Cimec    |
|      | Amforetă              | Descoperit: jud. Caraș-Severin, com. Cornea, Cuptoare Dimensiuni: DG: 11 x 9,8 cm Material: Lut ars, pastă fină, culoare neagră - cenușie, slip lustruit, ardere bună, pictură după ardere                                                             | Amforetă cu gât cilindric, corp bombat îngustat la bază, două toarte de secțiune rotundă pornesc de la marginea buzei, se arcuiesc până în apropierea zonei de îmbinare unde devin ușor unghiulare. Imediat sub zona gâtului se află motivul pictat crusted cu alb și roșu, alcătuit din triunghiuri cu vârful în jos, în alternanță cu triunghiuri cu vârful în sus, în interiorul cărora se află o spirală. | Muzeul Banatului Montan, Reșița | Cimec    |
|      | Mărgea                | Descoperit: jud. Caraș-Severin, com. Cornea, Cuptoare Material: calcar și scoică, alb–gălbuie, tăiat, șlefuit | Șirag cu mărgele de forma unor pastile cilindrice mai mult sau mai puțin aplatizate, cu o perforație centrală, circulară, largă, secțiune dreptunghiulară. | Muzeul Banatului Montan, Reșița | Cimec    |